# Dasyatis laosensis
 Dasyatis laosensis és una espècie de peix de la família dels dasiàtids i de l'ordre dels myliobatiformes.

## Morfologia
- Els mascles poden assolir 62 cm de longitud total i 6.000 g de pes.[2][3]

## Reproducció
És ovovivípar.

## Alimentació
Menja invertebrats bentònics.

## Hàbitat
És un peix d'aigua dolça, de clima tropical i demersal.

## Distribució geogràfica
Es troba a Àsia: conques dels rius Chao Phraya i Mekong.

## Ús comercial
Es comercialitza fresc.

## Observacions
És inofensiu per als humans.